# Tales of the World: Radiant Mythology 2
Tales of the World: Radiant Mythology 2 (テイルズ オブ ザ ワールド レディアント マイソロジー2?, Teiruzu obu za Wārudo: Redianto Maisorojī tsū) è il quinto titolo della serie di videogiochi Tales of the World, ed il secondo titolo nella serie Radiant Mythology. Il genere caratteristico di Tales of the World: Radiant Mythology 2 è denominato RPG For Your Sake (君のためのRPG?, Kimi no tame no RPG). Come molti altri giochi della serie, protagonisti di questo titolo sono alcuni dei personaggi presenti nei precedenti capitoli della serie Tales of. In totale compaiono cinquanta personaggi presenti nei precedenti titoli. Il tema musicale del videogioco, flyaway, è interpretato da Back-On.